# Cratere Descartes
Descartes è un cratere lunare di 47,73 km situato nella parte sud-orientale della faccia visibile della Luna.
Il cratere è dedicato al matematico francese Cartesio.

## Crateri correlati
Alcuni crateri minori situati in prossimità di Descartes sono convenzionalmente identificati, sulle mappe lunari, attraverso una lettera associata al nome.
| Descartes | Coordinate            | Diametro (in km) |
| --------- | --------------------- | ---------------- |
| A         | 12°04′48″S 15°11′24″E | 14,25            |
| C         | 11°01′12″S 16°18′00″E | 4,33             |